# Nitrili

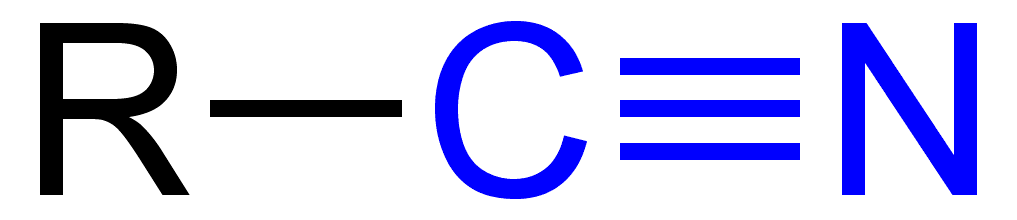
Formula chimica generica di un nitrile

I nitrili sono composti organici caratterizzati dal gruppo funzionale −C≡N. Nella letteratura industriale al termine nitrile si preferisce il prefisso ciano-. I nitrili sono costituenti di materiali di uso comune come le colle cianoacriliche e la gomma nitrilica usata in guanti da laboratorio e in sigillanti per uso automobilistico.
I composti inorganici contenenti il gruppo −C≡N sono chiamati, invece, cianuri. Sia i nitrili che i cianuri si possono considerare derivati di cianuri salini tipo NaCN e KCN, ma in genere i nitrili sono meno tossici.
Il gruppo funzionale −C≡N non va confuso col gruppo −N≡C, caratteristico degli isocianuri.

## Struttura e proprietà di base
Nei nitrili il gruppo R−C≡N ha geometria lineare, dato che il carbonio con legame triplo è ibridato sp. La distanza C−N è corta (116 pm), in accordo con la presenza di un legame triplo. I nitrili sono composti polari, come segnalato da valori elevati di momento dipolare. In fase liquida hanno permittività elettrica elevata.

## Storia
L'acido cianidrico, nitrile dell'acido formico, fu il primo nitrile ad essere sintetizzato, ad opera di Carl Scheele nel 1782. Nel 1811 Joseph Louis Gay-Lussac riuscì a preparare acido cianidrico puro, composto molto tossico e volatile. Nel 1832 Friedrich Wöhler e Justus von Liebig prepararono il cianuro di benzoile e il benzonitrile, ma data la resa bassissima non poterono determinarne le proprietà chimiche e fisiche, né proporne la struttura. Nel 1834 Théophile-Jules Pelouze sintetizzò il propionitrile. Nel 1844 Hermann von Fehling sintetizzò il benzonitrile, riuscendo per la prima volta a isolare una quantità sufficiente per determinarne la struttura. Coniò il termine nitrile che venne da allora usato per designare questo gruppo di sostanze. In seguito, per circa un secolo le ricerche in questo campo restarono scarse, presumibilmente a causa della tossicità di questi composti. A partire dagli anni 1940 vari cianuri inorganici furono facilmente disponibili, e i nitrili organici diventarono composti chimici prodotti industrialmente su larga scala.

## Sintesi industriali
Industrialmente, i metodi principali per la sintesi di nitrili sono ammonossidazione e idrocianazione.

### Ammonossidazione
L'ammonossidazione è la parziale ossidazione di un idrocarburo in presenza di ammoniaca e opportuni catalizzatori, di solito a base di vanadio e molibdeno. Questo processo è utilizzato su larga scala per la sintesi di acrilonitrile a partire da propene:
CH2=CH–CH3  + 3⁄2O2  +  NH3   →   CH2=CH–CN  +  3H2O
In questo processo si forma anche acetonitrile come prodotto secondario. L'ammonossidazione è usata su scala industriale per produrre anche altri nitrili, tra i quali derivati di benzonitrile, ftalonitrile e isobutironitrie.

### Idrocianazione
Questo metodo forma nitrili addizionando cianuro di idrogeno o ioni cianuro ad alcheni. Un esempio tipico è la idrocianazione di 1,3-butadiene per formare adiponitrile, precursore del nylon 6,6:
CH2=CH−CH=CH2  +  2HCN → NC(CH2)4CN

## Sintesi di laboratorio
Su scala di laboratorio sono possibili svariate sintesi. Alcune sono:

### Sintesi di Kolbe
La sintesi di Kolbe è basata sulla sostituzione nucleofila di un alogenuro alchilico con cianuro di sodio o di altri metalli alcalini. La reazione è detta di ciano-dealogenazione.
R−CH2−X + NaCN → R−CH2−CN + NaX

### Disidratazione di ammidi e ossime
La disidratazione di un'ammide primaria (R-CO-NH2) con rimozione di una molecola d'acqua porta al nitrile. Ad esempio la benzammide è convertita a benzonitrile in presenza di diclorofosfato di etile e DBU. Come intermedi della reazione si formano il tautomero A e il suo addotto fosfato B.
Anche la disidratazione di aldossime (RCH=NOH) porta ai nitrili. Reagenti tipici per questa reazione sono trietilammina/diossido di zolfo, zeoliti o cloruro di solforile. Questo approccio è sfruttato nella sintesi one-pot di nitrili a partire da aldeidi e idrossilammina:

### Reazione di Sandmeyer
La reazione di Sandmeyer può essere sfruttata per ottenere nitrili aromatici a partire dall'anilina. La reazione procede via sali di diazonio e richiede cianuri dei metalli di transizione.
ArN2+ + CuCN → ArCN + N2 + Cu+

### Reazione di Rosenmund-von Braun
Anche la reazione di Rosenmund-von Braun porta a nitrili aromatici, trattando alogenuri arilici con cianuro di rame(I).

### Altri metodi
- La trasformazione di N,N'-dialchilidrazoni in nitrili è una reazione molto facile ed efficiente. Si ottiene trattando il N,N-dialchilidrazone con perossido di idrogeno al 30%, in un solvente misto acetonitrile-acido acetico-piridina in rapporto 94,5-5-0,5 ed in presenza dell'1% di metiltriossorenio come catalizzatore. La trasformazione rapida dell'idrazone in nitrile è del 90%. La reazione è generale in quanto avviene con idrazoni delle aldeidi alifatiche, aromatiche ed anche insature ed eterocicliche.[14]

RHC=N-N(CH3)2 + H2O2 {\displaystyle {\ce {->[{\text{metiltriossorenio cat.}}]}}} RCN
- I nitrili si possono ottenere anche per ossidazione di ammine primarie. L'ossidazione si può condurre con perossidisolfato di potassio,[15] acido tricloroisocianurico,[16] o per elettrosintesi anodica.[17]
- Nitrili aromatici possono essere ottenuti a partire da chinoni usando trimetilsililcianuro. La cianidrina sililata intermedia viene resa aromatica con tribromuro di fosforo.[18]

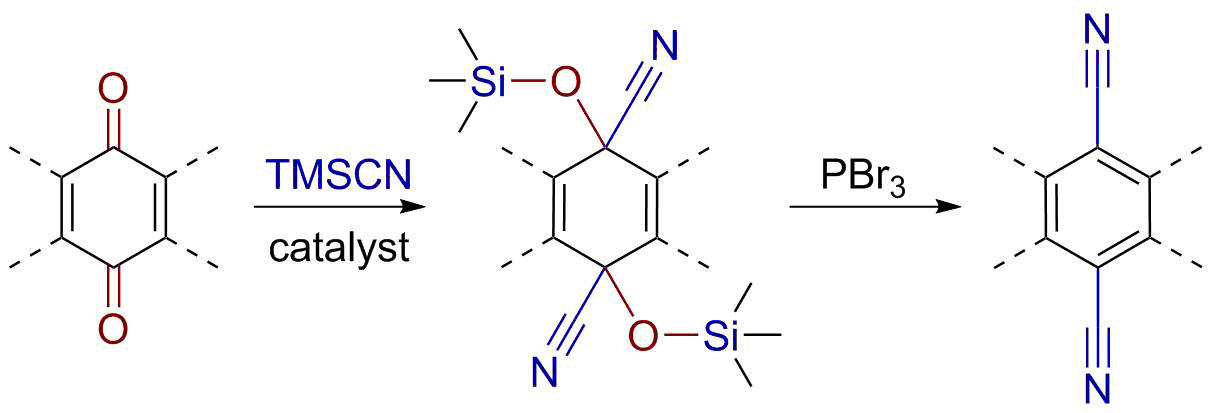
Sintesi di nitrili aromatici via cianidrine sililate

## Reazioni
Nei nitrili il gruppo –CN ha proprietà elettrofile. Nei nitrili alifatici il carbonio adiacente al gruppo –CN può dare reazioni di sostituzione catalizzate da basi.
Il gruppo nitrile di un composto organico può dar luogo a varie reazioni a seconda delle condizioni e dei reagenti presenti.

### Idrolisi
I nitrili possono essere idrolizzati ai corrispondenti acidi carbossilici. Un acido così ottenuto sarà caratterizzato dall'avere un carbonio in più rispetto all'alogenuro alchilico da cui il nitrile è stato sintetizzato. Il passaggio attraverso il nitrile consente quindi di allungare di un'unità la catena di atomi di carbonio di un substrato.
R-CH2-CN + 2 H2O + OH– → R-CH2-COO– + NH4OH

### Riduzione
La riduzione dei nitrili con idrogeno porta alla formazione di ammine. A seconda delle condizioni, si possono ottenere anche ammine secondarie e terziarie:
R-C≡N + 2H2 → R-CH2NH2
2R-C≡N + 4H2 → (R-CH2)2NH + NH3
3R-C≡N + 6H2 → (R-CH2)3N + 2NH3
Si possono usare vari altri riducenti, tipo tetraidroalluminato di litio, boroidruro di litio, diborano o sodio elementare.

### Alchilazione
I nitrili alchilici sono abbastanza acidi da formare carbanioni nitrilici, cioè specie che hanno perso un protone dal carbonio in α al gruppo nitrile, e che possono alchilare una vasta varietà di elettrofili. L'eccezionale nucleofilia di queste specie è dovuta ai bassi requisiti sterici dell'unità CN e alla sua stabilizzazione induttiva. Per questi motivi i nitrili sono ideali in sintesi di chimica farmaceutica per formare nuovi legami carbonio-carbonio in presenza di stringenti requisiti sterici. Recenti sviluppi hanno mostrato che la natura del controione metallico può provocare differenti coordinazioni all'azoto del nitrile o all'adiacente carbonio nucleofilo, con profonde conseguenze su reattività e stereochimica.

### Addizione nucleofila
Il carbonio nitrilico è elettrofilo, ed è quindi suscettibile di addizione nucleofila. Esempi sono:
- La reazione di Blaise con reattivi di organo-zinco
- La reazione di Pinner con alcoli
- La reazione di Houben-Hoesch con composti aromatici per formare arilchetoni.
- Nella reazione di Thorpe i nitrili alifatici danno auto-condensazione per formare enammine.[25]
- Con amine, come la sintesi di creatina a partire da sarcosina e cianammide[26]

### Altre reazioni
- I nitrili possono anche reagire con i reattivi di Grignard formando chetoni attraverso la formazione di una immina intermedia che viene sottoposta a idrolisi:

R-CN + R'-MgX → R-C(NH)-R' → R-CO-R'
- I nitrili possono addizionarsi agli alchini in presenza di catalizzatori.[27]

- I nitrili sono precursori di complessi nitrilici dei metalli di transizione usati come reagenti e catalizzatori. Alcuni esempi sono [Cu(MeCN)4]+ e PdCl2(PhCN)2.[28]

## Nitrili di uso comune
Un nitrile usato molto in laboratorio è l'acetonitrile (CH3-CN), adoperato come solvente biologico mescolato con una soluzione tampone, per estrarre metaboliti da tessuti e misurarne la concentrazione attraverso la cromatografia.
L'acrilonitrile è utilizzato principalmente come monomero per la produzione di polimeri sintetici, specialmente il poliacrilonitrile per fibre acriliche. È anche un componente della gomma sintetica.

## Presenza in natura
I nitrili si trovano in natura in svariati vegetali e animali. Oltre 120 nitrili sono stati isolati da fonti terrestri e marine. I nitrili si trovano comunemente nell'endocarpo di alcuni frutti, in particolare nelle mandorle, e si sviluppano durante la cottura delle colture del genere Brassica (come cavoli, cavoletti di Bruxelles e cavolfiori) che rilasciano nitrili attraverso l'idrolisi. Il mandelonitrile è la cianidrina che rilascia cianuro in seguito all'ingestione di mandorle o altri semi di frutta.

## Applicazioni in farmacologia
Sono attualmente commercializzati oltre 30 prodotti farmaceutici contenenti nitrile con svariate indicazioni medicinali, e in ricerche cliniche ci sono più di 20 altri derivati contenenti nitrile. Il gruppo nitrile è abbastanza robusto e, nella maggior parte dei casi, non è facilmente metabolizzato e passa invariato attraverso il corpo. Alcuni prodotti farmaceutici contenenti nitrili sono vildagliptin, un farmaco antidiabetico, e anastrozolo, usato nel trattamento del cancro al seno. Altri farmaci contenenti il gruppo nitrile sono illustrati nella galleria.

Struttura della periciazina, un antipsicotico studiato nel trattamento delle dipendenze da oppiacei.
Struttura of citalopram, un antidepressivo di tipo SSRI.
Struttura of ciamemazina, un antipsicotico.
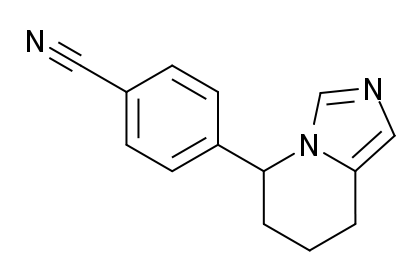
Struttura del fadrozolo, inibitore dell'aromatasi usato nel trattamento del cancro al seno
Struttura del letrozolo, inibitore dell'aromatasi usato nell trattamento del cancro al seno.